# Jan Franciszek Lubowiecki
Jan Franciszek Lubowiecki herbu Szreniawa (zm. 1674) – starosta puński, starosta tłumacki, starosta lipnicki, starosta radomski, sekretarz królewski (1641), stolnik ciechanowski (1643), dworzanin królewski (1653), kasztelan chełmski (1659–1661), kasztelan wołyński (1661–1670), poseł na sejm I Rzeczypospolitej, komisarz królewski, ablegat Rzeczypospolitej w Imperium Osmańskim w latach 1672 -1673.

## Życiorys
Poseł sejmiku średzkiego na sejm nadzwyczajny 1652 roku i sejm 1658 roku, poseł sejmiku łuckiego na sejm 1659 roku, poseł na sejm 1655 roku. Na sejmie 1659 roku wyznaczony z Senatu do lustracji dóbr królewskich do Rusi, Podola i Bełza. W 1667 był członkiem Trybunału Skarbowego Koronnego. Na sejmie abdykacyjnym 16 września 1668 roku podpisał akt potwierdzający abdykację Jana II Kazimierza Wazy. Był elektorem Michała Korybuta Wiśniowieckiego z województwa wołyńskiego w 1669 roku, podpisał jego pacta conventa. 
Jego ojcem był Wojciech Lubowiecki, a matką Zofia Starczewska (zm. 1655).
Walczył przeciw Szwedom w czasach potopu i w tej sprawie zabierał głos na sejmie. Posłował z Janem Szumowskim do Turków pod Lwowem w 1672.